# Szabolcs Detre
Szabolcs Lóránt Detre (Budapest, 7 de marzo de 1947) es un deportista húngaro que compitió en vela en la clase Flying Dutchman. Es hermano gemelo del también regatista Zsolt Detre.
Participó en los Juegos Olímpicos de Moscú 1980, obteniendo una medalla de bronce en la clase Flying Dutchman.

## Palmarés internacional
| Juegos Olímpicos | Juegos Olímpicos | Juegos Olímpicos  | Juegos Olímpicos |
| Año              | Lugar            | Medalla           | Clase            |
| ---------------- | ---------------- | ----------------- | ---------------- |
| 1980             | Moscú (URSS)     | Medalla de bronce | Flying Dutchman  |